# Dendrobium eriopexis
Dendrobium eriopexis är en orkidéart som beskrevs av Rudolf Schlechter. Dendrobium eriopexis ingår i släktet Dendrobium, och familjen orkidéer. Inga underarter finns listade i Catalogue of Life.